# Charles Sheeler

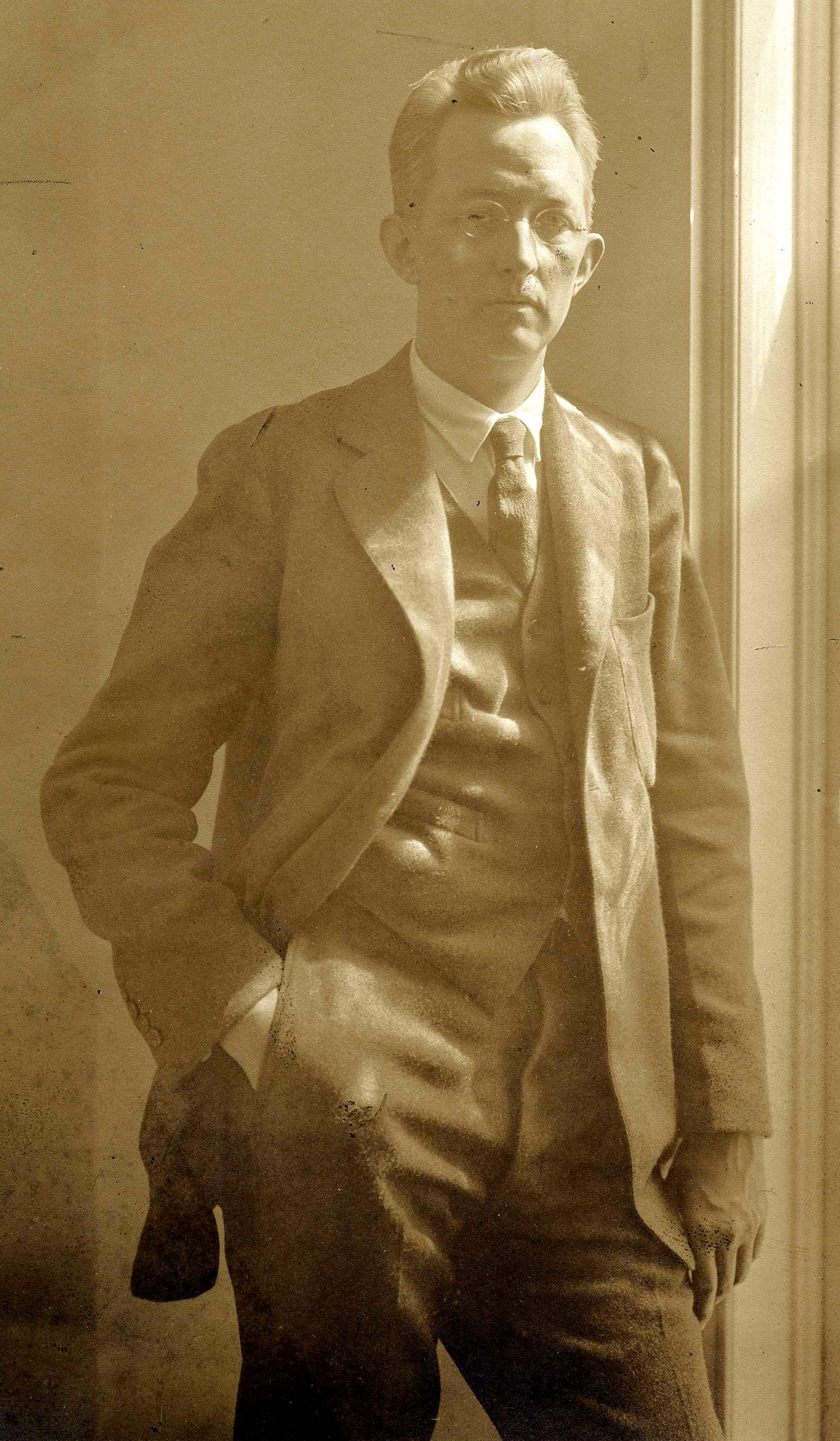
Charles Sheeler, ok. 1910

Charles Sheeler (ur. 16 lipca 1883, zm. 7 maja 1967, Dobbs Ferry (stan Nowy Jork)) – uważany za jednego z twórców amerykańskiego modernizmu i jednego z mistrzów fotografii dwudziestego wieku.
Urodzony w Filadelfii, pierwotnie rozpoczął studia w Akademii Sztuk Pięknych stanu Pensylwania. W 1909 roku wyjechał do Paryża, w okresie w którym popularność kubizmu sięgała zenitu. Po powrocie do Ameryki, zdał sobie sprawę, że nie będzie w stanie zarobić na swoje utrzymanie, zajmując się modernistycznym malarstwem, zajął się więc komercyjną fotografią, specjalizując się szczególnie w fotografii architektury. Został fotografem z wyboru, ucząc się rzemiosła z pomocą kupionego za 5 dolarów aparatu Brownie.
Sheeler był właścicielem farmy w Pensylwanii, około 39 mil od Filadelfii. Dzielił ją wraz z artystą Mortonem Schambergiem. Był tak dumny ze znajdującego się w domu dziewiętnastowiecznego pieca, że uczynił go przedmiotem swoich fotografii. Robił również zdjęcia pomieszczeń znajdujących się w jego domu – sypialni i kuchni; był tak przywiązany do domu, że zaczął go nazywać swoim klasztorem.
Sheeler malował używając techniki będącej dopełnieniem jego fotografii. Uważał się za perfekcjonistę, którym to terminem określał linearną precyzję obiektów jakie przedstawiał na obrazach. Przedmiotem jego fotografii, były przede wszystkim maszyny i obiekty przemysłowe. Został zatrudniony przez Ford Motor Company do wykonania zdjęć należących do firmy fabryk.
W roku 1921 wspólnie z Paulem Strandem, nakręcili krotkometrażowy film pt. Manhatta.
Był dwukrotnie żonaty: pierwszą żonę Katharine Shaffer poślubił w 1921 (w 1933 zmarła na raka), a 1939 roku ożenił się z Musyą Metas Sokolovą.